# Maxus
I Maxus sono stati un gruppo musicale West Coast e AOR statunitense attivo per breve tempo all'inizio degli anni ottanta.

## Storia
Sull'esempio dei Toto, i Maxus, anche loro principalmente turnisti, decisero di dare vita a questo progetto, la line-up comprendeva Jay Gruska alla voce, Robbie Buchanan alla tastiera, Michael Landau alla chitarra elettrica, Mark Leonard al basso elettrico e Doane Perry alla batteria. Rispetto ai Toto, il sound dei Maxus era più orientato al Soft rock con tendenze fusion, al tempo Jay Gruska aveva all'attivo un album solista intitolato Gruska On Gruska e pubblicato nel 1974, Robbie Buchanan era un tastierista molto ricercato nella zona losangeliana e aveva scritto le colonne sonore del film di Bette Midler The Rose, alla stessa colonna sonora aveva collaborato il bassista della band Mark Leonard, che oltre a ciò aveva all'attivo alcuni album registrati con John Waite, Pat Martino e Rob Grill. Michael Landau durante fine anni settanta aveva conteso al compagno di liceo Steve Lukather il posto nei nascenti Toto, Doanne Perry invece a differenza degli altri era il membro con meno esperienza. Il gruppo si mise al lavoro del suo omonimo album che fu pubblicato nel 1981 e prodotto da Michael Omartian, dell'album sono apprezzabili le prodezze chitarristiche di Landau e l'abuso di sintetizzatori, le quali basi risultano ottime per le melodie vocali di Gruska. Durante questo periodo la band girò anche un videoclip per il brano Nobody's Business tratto dal loro primo omonimo album. Nonostante il valore tecnico dei cinque l'album però non ebbe il successo sperato e la band si sciolse un anno dopo.

## Dopo lo scioglimento
Gruska, Buchanan e Landau continuarono a lavorare insieme negli album di artisti della scena losangeliana, uno tra tutti Joseph Williams, i tre infatti suonarono nel suo omonimo album d'esordio, scrissero e suonarono inoltre molti dei suoi brani durante gli anni ottanta (trovabili in Early Years, o nell'album non ufficiale Demo Collection 2001), durante gli anni ottanta anche la musica di Williams subì molte delle influenze dei Maxus. Gruska inoltre sposò la sorella di Joseph, Jennifer Williams, e dopo gli anni ottanta si ritirò dalla carriera di cantante in favore della composizione di colonne sonore, famose sono ad esempio le sue partecipazioni in colonne sonore di telefilms come Supernatural, Streghe e Lois & Clark - Le nuove avventure di Superman. Landau continua la sua attività di turnista, dopo i Maxus collaborò agli album di Michael Bolton, e anche agli album di alcuni artisti italiani come Vasco Rossi ed Eros Ramazzotti. Anche Buchanan ha lavorato con Michael Bolton e con altri artisti come George Benson, Bon Jovi, Brian Duncan, Peter Cetera e i Chicago. Leonard dopo aver fatto da bassista negli album di Debbie Friedman, Jim Messina e Gary Myrick, a metà anni novanta si è dato solo alla composizione di brani per vari artisti. Per ironia della sorte, invece, Perry che prima dei Maxus non aveva avuto molta esperienza, dopo lo scioglimento suonò con i Fairport Convention, Stan Getz, Lou Reed, Dweezil Zappa, Todd Rundgren, Pat Benatar, e i Dragon, prima di diventare batterista dei Jethro Tull nel 1984.

## L'omonimo album
1. The Higher You Rise (J. Gruska, P. Gordon) - 3:52
2. Nobody's Business (J. Gruska, L. Dalbello) - 3:23
3. What You Give (R. Buchanan, J. Gruska) - 3:55
4. Keep A Light On (J. Gruska, P. Gordon) - 3:24
5. Your Imagination (R. Buchanan, J. Gruska) - 3:31
6. They Danced (J. Gruska, J. Spirit) - 4:03
7. Part Of You (R. Buchanan, J. Gruska, P. Gordon) - 3:05
8. Don't Try To Stop Me Now (M. Omartian, R. Buchanan, J. Gruska) - 4:42
9. Where Were You (J. Gruska, P. Gordon)  - 5:23

## Formazione
- Jay Gruska - voce e tastiera
- Michael Landau - chitarra elettrica
- Robbie Buchanan - tastiera
- Mark Leonard - voce e basso elettrico
- Doane Perry - batteria

### Altri musicisti nell'album
- Paulinho Da Costa - percussioni
- Michael Omartian - sintetizzatore e percussioni
- Bill Champlin - voce secondaria
- Tommy Funderburk - voce secondaria
- Jennifer Williams - voce secondaria